# إدوين كلبس
تيودور ألبرشت إدوين كلبس (ولد في 6 شباط 1834 – توفي في 23 تشرين الأول 1913) كان طبيب أمراض ألمانيا سويسريا. اشتهر بأعماله بخصوص الأمراض المعدية. أعماله هيأت الطريق نحو علم الجراثيم الحديث، وتأثر به لوي باستير وروبرت كوخ.
كان أول من عرف الجرثومة المسببة للخناق وسميت في وقتها بجرثومة كلبس-لوفلر (تسمى حاليا الوتدية الخناقية (باللاتينية: Corynebacterium diphtheriae)).
وهو والد الطبيب آرنولد كلبس.

## سيرته
ولد إدوين كلبس في كونيغسبرغ في مملكة بروسيا. درس في جامعة فورتسبورغ تحت إشراف رودولف فيرشو عام 1855 وحصل على شهادة الدكتوراه من جامعة برلين في عام 1858. حصل على شهادة التأهيل لدرجة الأستاذية من جامعة كونيغسبرغ في السنة التالية.
كان مساعدا لرودولف فيرشو في شاريتيه في برلين من 1861 حتى 1866 عندما أصبح أستاذا في علم الأمراض في جامعة برن في سويسرا. تزوج السويسرية روزا غروسنباخر وحصل على إثرها على الجنسية السويسرية. خدم في الجيش البروسي في الحرب الفرنسية البروسية عام 1870 بصفته طبيبا عسكريا، مع العلم أن عددا من أفراد عائلته السابقين قد شاركوا في الحروب النابليونية.
درّس كلبس في جامعات فورتسبورغ من 1872 إلى 1873 وبراغ من 1873 إلى 1882 وزيورخ من 1882 إلى 1892. وبسبب عدم اتفاقه مع زملائه في جامعة زيورخ استقال عام 1893 وعمل في عمل خاص في كارلسروه وستراسبورغ عام 1894 لكنه لم يوفق.
درّس كلبس في كلية طب روش في شيكاغو في الولايات المتحدة من 1896 حتى 1900. وفي الفترة 1905 حتى 1910 عمل باحثا خاصا في برلين ثم عاد إلى سويسرا حيث عاش مع ابنه الأكبر في لوزان، ومات في برن.

## اكتشافاته
في عام 1883، اكتشف كلبس جرثومة الوتدية الخناقية (باللاتينية: Corynebacterium diphtheriae) المسببة للخناق، والتي سميت في البداية بجرثومة كلبس-لوفلر.
أما الكليبسيلا فقد سميت كذلك تخليدا لأعماله.
كان لكلبس أعمال واكتشافات مهمة جدا في الطب، فقد وصف ضخامة الأطراف عام 1884 قبل بيير ماري بسنتين، وفي عام 1878 درس الزهري في القردة، سابقا بذلك إيليا ميتشنيكوف وإميل رو بخمسة وعشرين عاما. كما عزل مستعمرات جرثومية قبل روبرت كوخ بتسعة سنوات، وأول من أنتج مرض السل في الحيوانات مختبرا عن طريق حقنها بحليب بقري مصاب. كما وصف جرثومة حمى التيفوئيد المسماة بالسلمونيلة التيفية قبل كارل يوسف إبرت.

## روابط خارجية
- إدوين كلبس على موقع الموسوعة البريطانية (الإنجليزية)